# Cornigliese
Cornigliese hoặc Corniglio là một giống cừu nhà ở Ý có nguồn gốc từ vùng Apennines của tỉnh Parma, ở Emilia – Romagna ở miền trung nước Ý. Tên của giống cừu này được lấy tên từ thị trấn vùng núi Corniglio ở tỉnh đó; nó cũng có thể được gọi là Borgotarese, lấy tên của thị trấn Borgo Val di Taro, cách Corniglio khoảng 40 km về phía tây.:54 Giống cừu này được nuôi dưỡng ở các tỉnh Bologna, Ferrara, Modena, Parma, Ravenna và Reggio Emilia của Ý.:208–209

## Lịch sử
Giống cừu Cornigliese được tạo ra vào giữa thế kỷ 18 do nhà Borboni ở Parma thực hiện bằng cách lai giống cừ Vissana địa phương với các loài cừu merino của Tây Ban Nha để cải thiện chất lượng len, lúc đó là thuộc tính quan trọng nhất của giống cừu này.:54 Vào đầu thế kỷ 20, số lượng cừu này tăng lên do sự lai giống với giống cừu Bergamasca:208–209 Cornigliese là một trong bốn mươi hai giống cừu địa phương có phân bố hạn chế trong đó một cuốn sách lưu trữ thống kê cá thể loài được thực hiện bởi Associazione Nazionale della Pastorizia, hiệp hội chăn nuôi cừu quốc gia Ý.:54
Tình trạng bảo tồn của giống cừu Cornigliese được FAO (Tổ chức Nông nghiệp và Lương thực Thế giới) liệt kê là "nguy cấp" năm 2007.Từ năm 2000 đến năm 2014, tổng số cá thể được ghi nhận cho giống cừu Cornigliese đã giảm dần từ 2179 cá thể xuống còn 1369 cá thể cừu.